# 解放者 (报刊)
《解放者》（The Liberator）是威廉·劳埃德·加里森和艾萨克·克纳普创办的一份废奴主义周报，在波士顿印刷、出版。它试图唤起读者的良知，要求立即释放奴隶。此外，它发表过不少支持妇女权利的文章。尽管正式的发行量只有3,000份，但它影响力极高，影响了包括弗雷德里克·道格拉斯在内的大量废奴主义者。

## 历史

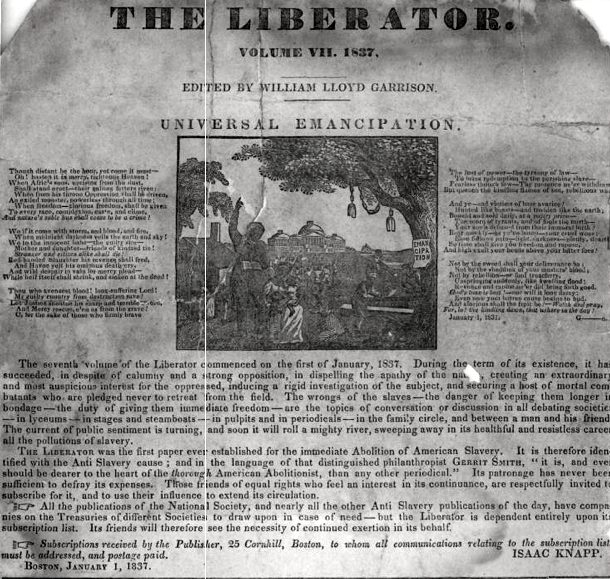
一期《解放者》

它从1831年1月1日发行到1865年12月29日。尽管它的发行量只有大约3,000份，并且四分之三的订阅者（1834年）是非裔美国人。该报因其在美国毫不妥协地倡导“立即彻底解放所有奴隶”而在引起当时社会震动。
由于第十三修正案通过，加里森认为使命达成，就在1865年底将之停刊。其他的废奴主义者旋即建立《国家》继续发声。